# Beautiful Tragedy
Beautiful Tragedy es el álbum debut de la banda estadounidense de metalcore In This Moment. El álbum fue promovido en gran medida en parte por una entrevista realizada el Sirius Satellite Radio's Hard Attack estación, que realizó varios temas de Beautiful Tragedy y ayudó a exponer a la banda a la escena del heavy metal. El lanzamiento comercial del álbum fue acompañado con la publicación del segundo sencillo "Beautiful Tragedy". 
El éxito del álbum dio lugar a un año de gira los Estados Unidos, Europa y Japón, con presentaciones junto a artistas como Within Temptation, Walls of Jericho y Lacuna Coil. La banda también abrió conciertos de Megadeth, Ozzy Osbourne y Rob Zombie a finales de 2007, que aumentaron su perfil en la escena del metal.

## Lista de canciones
Todos los temas fueron escritos por Maria Brink, mientras que la música fue compuesta por el resto de los integrantes de la banda.
| N.º | Título                    | Duración |  |
| 1.  | «Whispers of October»     | 1:06     |  |
| 2.  | «Prayers»                 | 3:46     |  |
| 3.  | «Beautiful Tragedy»       | 4:01     |  |
| 4.  | «Ashes»                   | 3:51     |  |
| 5.  | «Daddy's Falling Angel»   | 4:12     |  |
| 6.  | «The Legacy of Odio»      | 4:07     |  |
| 7.  | «This Moment»             | 3:58     |  |
| 8.  | «Next Life»               | 3:58     |  |
| 9.  | «He Said Eternity»        | 3:51     |  |
| 10. | «Circles»                 | 4:11     |  |
| 11. | «When the Storm Subsides» | 4:43     |  |

| Japanese bonus tracks |                                 |          |  |
| N.º                   | Título                          | Duración |  |
| 12.                   | «Beautiful Tragedy (Radio Mix)» | 3:21     |  |
| 13.                   | «Have No Fear»                  | 3:46     |  |
| 14.                   | «Beautiful Tragedy (Acoustic)»  | 4:30     |  |

### B-Sides
1. "Have No Fear"
2. "Surrender"

## Singles
- 2006 "Prayers"
- 2007 "Beautiful Tragedy"

## Créditos
- Maria Brink - Voz
- Chris Howorth - Guitarras
- Blake Bunze l- Guitarras
- Jesse Landry - Bajo
- Jeff Fabb - Batería